# Hans Rossmanit
Hanns Rossmanit (* 23. August 1907 in Leipzig; † 21. September 2000 ebenda) war ein deutscher Maler und Grafiker.

## Leben und Werk
Rossmanit absolvierte von 1922 bis 1926 in Leipzig eine Lehre als Theater- und Dekorationsmaler und besuchte Zeichenkurse an der Volkshochschule. Seit den 1920er Jahren malte er mit Vorliebe Bilder von Leipzig. Von 1927 bis 1931 nahm er bei Karl Miersch Zeichenunterricht an der Abendschule der Leipziger Akademie für graphischen Künste und Buchgewerbe. Er arbeitete ab 1930 in Leipzig als freischaffender Künstler. Ab 1927 war er Mitglied der KPD und ab 1929 bis zum Verbot 1933 Mitglied der Assoziation revolutionärer bildender Künstler (ASSO). 1932 und 1933 unternahm er mit dem Fahrrad Studienreisen nach Frankreich. 1933 wurde Rossmanit von der Gestapo verhaftet und zu fünf Monaten Haft verurteilt. Bis März 1943 war er im KZ Colditz.
1941 wurde er zum Kriegsdienst einberufen. Er brachte es bei den Bodentruppen der Luftwaffe bis zum Obergefreiten. In der Freizeit betätigte er sich weiter als Maler. 1941 wurde sein Bild „Das Bild des Krieges“ auf einer Ausstellung des Luftgaukommandos III gezeigt. Das Motiv wurde auch als Bildpostkarte verbreitet. Von 1945 bis 1947 war Rossmanit in französischer Kriegsgefangenschaft, aus der er nach Leipzig zurückkam. Er nahm dort verschiedene Beschäftigungen an, arbeitete daneben aber als Maler und Grafiker und war ab 1947 Mitglied einer Vorgängerorganisation des Verbands Bildender Künstler der DDR. Von 1952 bis 1970 arbeitete Rossmanit als Modellbauer für das Landwirtschaftsministerium der DDR, von 1954 bis 1965 als Kursleiter an der Volkshochschule in Leipzig. Ab 1956 war er der gewählte 1. Vorsitzende der Leipziger Genossenschaft Bildender Künstler.
Rossmanit wird der „Leipziger Schule“ zugerechnet. Neben Leipziger Stadtmotive malt er u. a. auch Stillleben und figürliche Motive.
Werke Rossmanits befinden sich u. a. im Museum der bildenden Künste Leipzig, im Stadtgeschichtlichen Museum Leipzig und im Deutschen Historischen Museum.

## Werke (Auswahl)
- Straße in Zöbigker (1926)[3]
- Selbstbildnis (1930, Öl, 86 × 58 cm)[4]
- Kuhportrait (1936, Öl, 33 × 29 cm)[5]

- Brücke in Connewitz (1949, Öl, 53 × 77 cm; Sammlung Galerie Hotel Leipziger Hof)[3]
- Agitationstrupp auf dem Land (Öl; 1951 auf der Mittelsächsische Kunstausstellung)
- Demonstration am 12.10.49 (Gouache; 1951 auf der Mittelsächsische Kunstausstellung)

- Aufbau in der Stalinallee (1952, Öl; auf der Dritten Deutschen Kunstausstellung)[6][7]
- Straßenüberführung (Öl)[8]
- Oktober in Cospuden (Öl, 70 × 80 cm; auf der Dritten Deutschen Kunstausstellung)[8]
- Bildnis August Bebel (Öl; auf der Fünften Deutschen Kunstausstellung)[9]
- Stillleben mit Blumenstrauß (1982, Öl, 65 × 53 cm)[10]
- Frau Irmgard Völkel bei einem Bier (1998, Öl, 60,5 × 65 cm)[11]
- Deutsche Bank in Leipzig (1994, Öl)
- Die Balkontür (1997, Öl, 67 × 52 cm)[12]

## Ausstellungen (unvollständig)

### Einzelausstellungen
- 1982 Leipzig, Galerie Kunst der Zeit
- 1983 Leipzig, Kleine Galerie Süd

### Ausstellungsbeteiligungen
- 1941: München und Pforzheim („Kunst der Front“; Wanderausstellung von Soldaten der Bodentruppen der Luftwaffe)

- 1948[13] und 1950: Leipzig, Museum der bildenden Künste („Leipziger Kunstausstellung“)
- 1950 und 1951 Chemnitz, Schlossbergmuseum („Mittelsächsische Kunstausstellung“)
- 1951/1952: Berlin, Museumsbau am Kupfergraben („Künstler schaffen für den Frieden“)
- 1953: Leipzig, Grassi-Museum („Kunstausstellung Leipzig“)
- 1953, 1962/1963, 1977/1978 und 1982/1983: Dresden, Dritte und Fünfte Deutsche Kunstausstellung und VIII. und IX. Kunstausstellung der DDR
- 1954: Leipzig, Bezirkskunstausstellung
- 1954: Altenburg/Thür., Lindenau-Museum („100 Jahre Staatliches Lindenau-Museum“)
- 1956: Halle, Galerie Moritzburg („Deutsche Landschaft“)
- 1979: Leipzig, Museum der bildenden Künste („50 Jahre Asso in Leipzig“)
- 1984: Leipzig, Museum der bildenden Künste („Kunst in Leipzig 1949 - 1984“)
- 1996: Leipzig, Galerie im Hörsaalbau der Universität („Octaeder. Künstler an der Universität Leipzig“)

#### Postum
- 2021: Herford, St. Johanniskirche („Wir müssen alle dahin!“)[14]